# 대한상사중재원
대한상사중재원(大韓商事仲裁院, Korean Commercial Arbitration Board)은 국내 유일의 국제중재기관이다. 1966년 3월 22일 대한상공회의소 부설기관으로 처음 설립된 이래 1970년 3월 21일 중재법에 의한 독립적인 중재기관이 되었다. 법적 성격은 사단법인이지만  산업통상자원부가 대한상사중재원의 주무부처이다. 국내외 중재사건을 처리하는 준사법기관으로서 기능하고 있으며, 중재 이외에 조정, 알선, 상담 업무 및 ISD 조사연구 등도 수행하고 있다. 사무국과 심리시설은 서울특별시 강남구 삼성동 트레이드타워 내에 위치하고 있다. 부산지부는 부산광역시 남구 문현동 부산국제금융센터 내에 위치하고 있다.

## 설립 근거
- 중재법 제40조[1]

## 역사
우리나라는 1960년대 들어 경제개발계획을 추진하면서 수출 중심의 산업구조로 개편하였다. 내수 중심의 경제구조가 수출 위주로 바뀌면서 국내기업과 외국기업 사이에 무역분쟁이 증가함에 따라 국제상사분쟁을 원만하게 해결하는 중재기관 설립이 현안으로 부상했다.
중재기구의 필요성을 절감한 대한상공회의소는 1963년 사업계획의 하나로 중재기관 설치를 선정, 중재법의 제정과 국제상사중재위원회의 설립에 대한 준비에 착수하였다. 이후 많은 논의 끝에 1965년 12월 중재법이 제정되고 1966년 3월 22일 국제상사중재위원회가 출범하면서 우리나라 중재제도가 비로소 자리를 잡게 되었다. 
1970년대를 앞두고 수출량이 급증하면서 기존 조직으로는 급속히 증가하는 무역분쟁을 해결하기 어려울 것으로 예측되었다. 이에 1970년 2월 12일 국제상사중재위원회는 임시위원총회를 개최하여 국제상사중재위원회를 사단법인체로 독립, 운영하는 안건을 통과시켰다.
이러한 결정에 따라 대한상공회의소의 국제상사중재위원회는 해체되고 대한상사중재협회가 3월 16일에 설립되어 상공부에 사단법인 허가신청을 제출한 결과 3월 22일에 상공부로부터 사단법인으로 허가되어 대한상공회의소로부터 분리 독립한 상설전문 중재기관이 탄생, 상사중재업무를 선도하였다.
1980년 8월 29일 정부당국과 한국무역협회의 지원 아래 대한상사중재협회는 정관을 변경해 대한상사중재원으로 재출범하였다. 이후 회원배가운동과 함께 중재활성화 분위기 조성, 직원교육 강화 등을 본격적으로 전개하였으며 대외무역법 개정 시에는 대한상사중재원의 업무기능 강화를 위한 법적 근거를 명기하는데 힘썼다. 
이렇게 강화된 업무기능을 바탕으로 대한상사중재원은 중재제도 소개강좌나 기업체와 지역 경제단체 등을 찾아가 상사중재를 소개하는 순회강연 등을 통해 중재제도를 알리는데 전념하였다. 상사중재제도 발전을 위한 연구활동도 다양하게 전개했으며 수출진흥을 위해 정부가 마련한 외국환 지급추천 업무도 수행하였다.
1999년 개정 중재법이 국회를 통과함에 따라 우리나라도 UNCITRAL 모델중재법을 전면 수용하여 국제중재의 표준에 맞추게 되었다. 또한 이를 통해 국내분쟁은 물론 국제거래에서 발생하는 분쟁에 대해서도 신속한 처리가 가능하게 되었으며 국제중재에 대한 규정 마련으로 외국기업이나 변호사들의 이용도 늘게 되었다. 
대한상사중재원은 중재법 개정을 계기로 국제중재를 활성화시키기 위해 국제중재실무회 창립 지원과 국제중재판정실 개정, 국제중재 세미나와 심포지엄 개최 및 해외명예지원장 위촉 제도를 추진하기도 했다. 
우리나라 중재법은 1999년 전면 개정 이후 개정되지 못해 2006년 UNCITRAL 모델중재법 개정 이후 빠르게 변화하는 국제중재 환경을 따라가지 못하였다. 정부는 2015년 중재법 개정과 중재산업 진흥에 관한 법률 제정을 통해 국제중재사건 유치를 촉진하고 우리나라를 동북아 중재허브로 도약시키고자 하였다. 
중재제도 환경이 급변하는 가운데 대한상사중재원은 중재 인프라를 확충하고 국내외 중재 홍보활동 강화, 교육 강화 등을 추진하며 중재제도 활성화에 주력하였다. 특히 중재를 법률서비스 영역으로 포함시켜 대한상사중재원의 국제중재기구로의 역할을 강화하기 위해 2016년 6월 대한상사중재원의 주무부처를 산업통상자원부에서 법무부로 변경한 바 있다.

## 조직

### 기획관리본부
- 경영기획팀
- 홍보교육팀
- 심리실운영팀

### 중재사업본부
- 국내중재팀
- 건설중재팀
- 조정팀

### 국제중재센터
- 국제중재팀
- 국제협력팀
- 해외사무소(미국 LA, 베트남 하노이)

## 중재
중재란 분쟁 당사자간의 중재합의(계약상 중재조항 혹은 사후중재합의)에 따라, 사법상의 법률관계에 관한 분쟁을 법원의 판결에 의하지 아니하고 사인인 제3자를 중재인으로 선정하여 중재인의 판정에 맡기는 동시에, 그 판정에 복종함으로써 분쟁을 종국적으로 해결하는 자주법정제도이다. 중재판정의 효력은 법원의 확정판결의 효력과 동일하므로 강제집행을 할 수 있는 권리가 보장된다.

## 특징
- 단심제: 중재는 3심제인 소송과는 달리 한번의 판정으로 분쟁을 종국적으로 해결하는 단심제이다.
- 신속성: 단심제이기 때문에 분쟁의 최종해결까지 소요되는 시간이 3심제인 소송에 비해 짧다고 할 수 있다. 소송은 상고심에서 최종판결을 받을 때까지 최대 3년 정도가 걸리나, 중재의 경우 최종판정까지 평균적으로 국내사건은 약 5개월, 국제사건은 약 7개월이 걸린다.
- 저비용: 소송으로 3심까지 다툰다는 전제에서 비교해보면 단심제인 중재의 비용이 소송비용에 비해 저렴할 수밖에 없다.
- 국제성: 법원의 판결로 외국에서 강제집행을 하기는 사실상 불가능에 가깝다. 반면에 대한상사중재원 등 중재기관의 중재판정은 뉴욕협약에 가입한 147개국에서 강제집행이 가능하다.
- 전문성: 다양한 분야에서 전문가로 활동하고 있는 1,200여명의 전문가들이 대한상사중재원의 중재인으로 등록되어 있다.

## 같이 보기
- 중재조항